# Tang Lin
Tang Lin (Neijiang, 7 mei 1976) is een voormalig Chinees judoka. Tang won in Sydney de Olympische gouden medaille in het halfzwaargewicht. Tang heeft nooit deelgenomen aan de wereldkampioenschappen en heeft weinig wedstrijden buiten China gejudood. Op de Aziatische Spelen 1998 won Tang de gouden medaille.

## Resultaten
- Aziatische Spelen 1998 in Bangkok  in het halfzwaargewicht
- Olympische Zomerspelen 2000 in Sydney  in het halfzwaargewicht

1992: Kim Mi-jung ·
1996: Ulla Werbrouck ·
2000: Tang Lin ·
2004: Noriko Anno ·
2008: Yang Xiuli · 
2012: Kayla Harrison · 
2016: Kayla Harrison · 
2020: Shori Hamada · 
2024: Alice Bellandi